# رعنا ازادي ور
رعنا ازادي ور (بالفارسية: رعنا آزادی‌ور) هي مغنية وممثلة إيرانية، ولدت في 4 أبريل 1983 بطهران في إيران.

## أعمال

### أفلام
- (2009) بخصوص إيلي

## وصلات خارجية
- رعنا ازادي ور على موقع IMDb (الإنجليزية)
- رعنا ازادي ور على موقع روتن توميتوز (الإنجليزية)
- رعنا ازادي ور على موقع ألو سيني (الفرنسية)
- رعنا ازادي ور على موقع أول موفي (الإنجليزية)
- رعنا ازادي ور على موقع قاعدة بيانات الفيلم (الإنجليزية)
- رعنا ازادي ور على موقع كينوبويسك (الروسية)